# 國立臺灣大學共同教學館

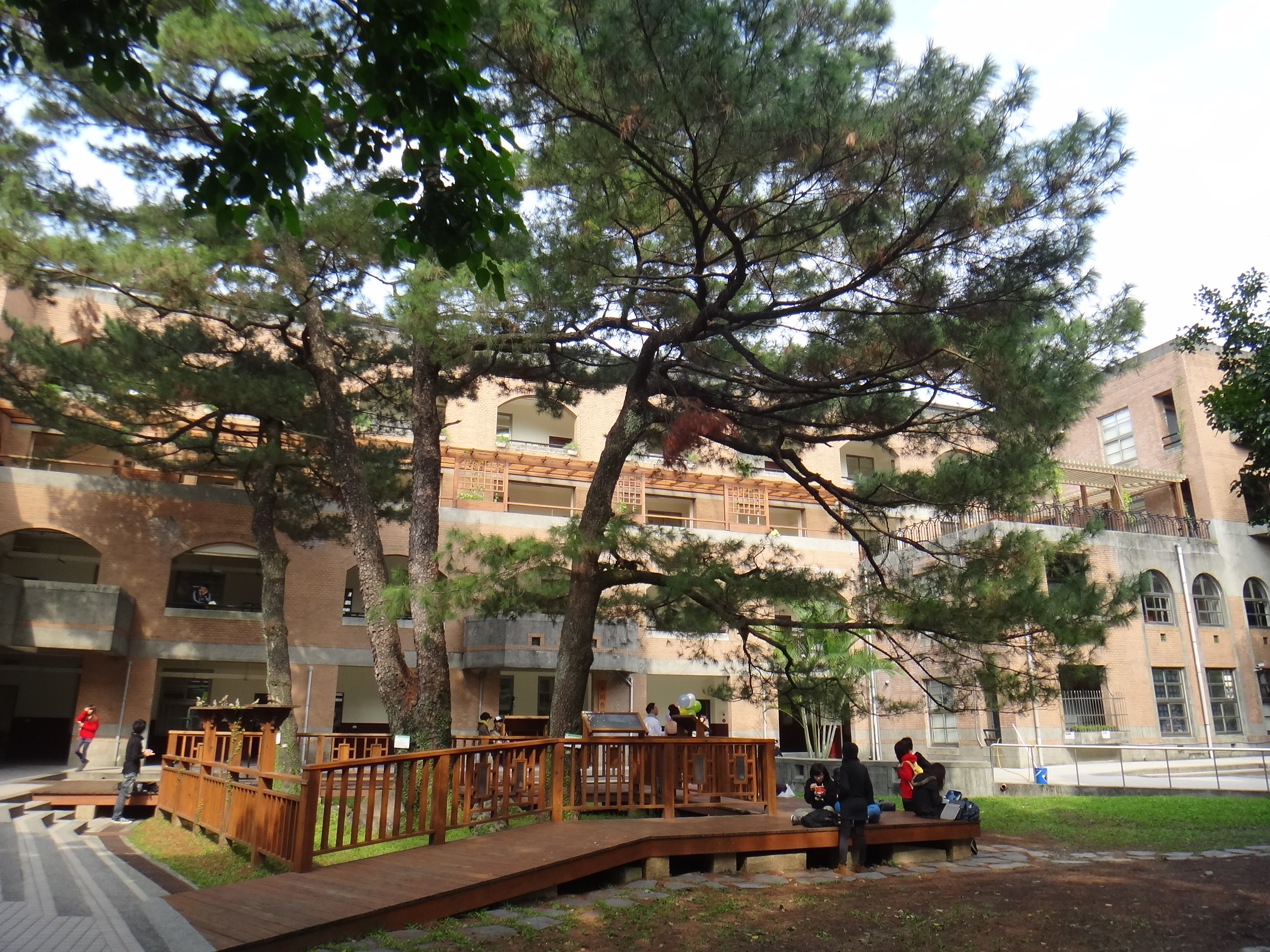
共同教學館（舟山路側）與共同三松

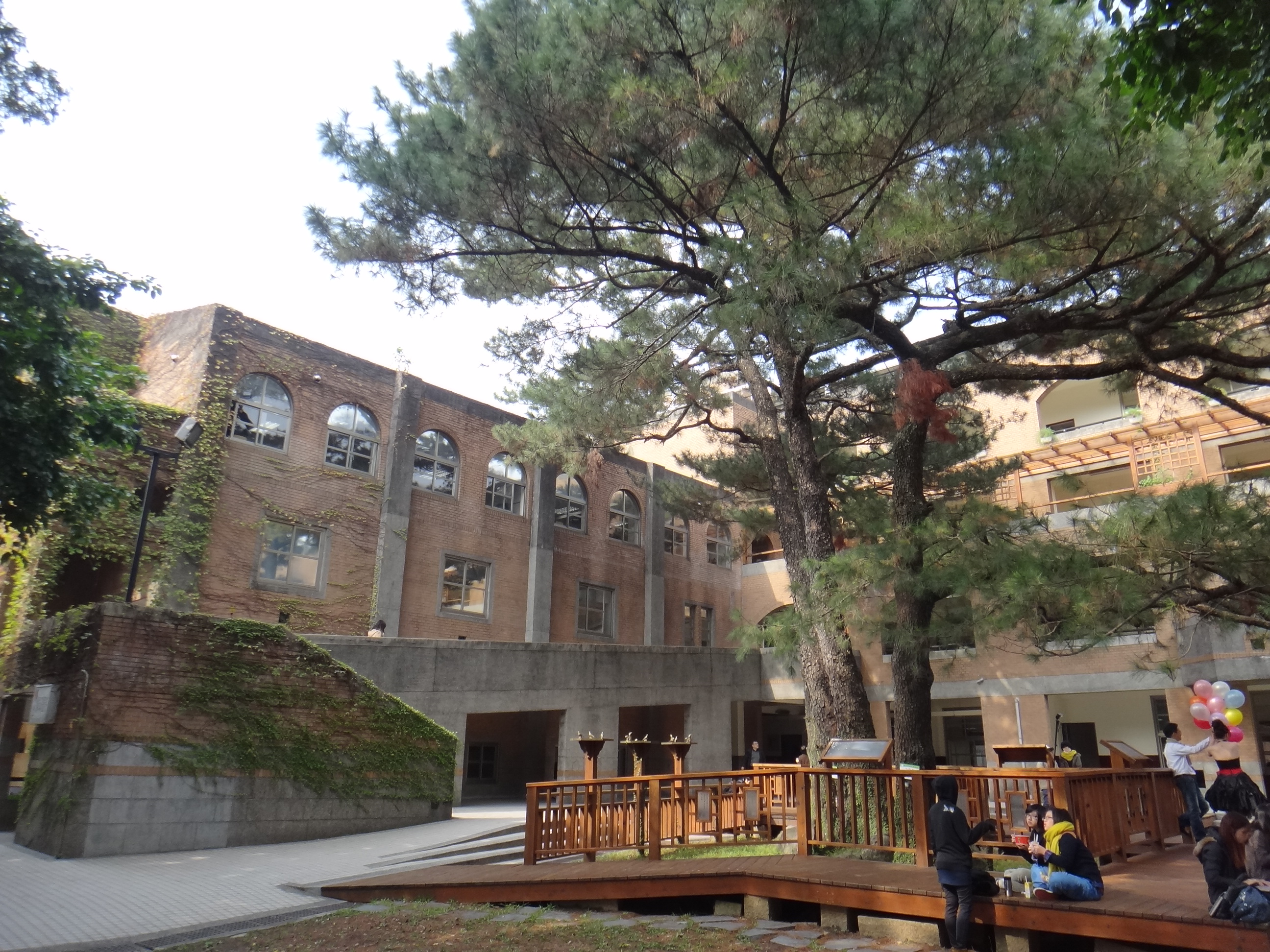
共同教學館（舟山路側）與共同三松

國立臺灣大學共同教學館，原名共同科目教室，為國立臺灣大學五棟教學館之一。其南臨舟山路、鹿鳴廣場，西隔木造走廊與行政大樓相鄰，通常為通識課程、共同必修課程、選修課程等不需特殊器材課程的授業場所。在該教學館前的共同三松和鄰近的鹿鳴廣場，常為臺大師生、到訪遊客，以及周遭社區民眾的休憩地。

## 簡史
原址為臺北高等農林專門學校時期興建的兩排木造建築，後成為臺北帝國大學的六號館與七號館，作為理農學部的林學教室使用，二戰結束後繼續使用。在1961年時，由美國加州史丹福大學等與台大合作，成立史丹佛中心於七號館，由美國教育總署提供經費，供美國人學習漢語。1980年代間，校舍老舊成為危樓需改建，但因經費閒置一、兩年才施行。 最後於1983年拆除六號館與七號館，開始設計興建共同教室，而史丹佛中心則遷至新生大樓五樓。1984年10月13日興建完成共同科目教室，由王立甫、李俊仁建築師設計，成為校內第一批按照台灣大學校園規劃原則所興建的建築，成為台灣大學採取校園規劃以重塑校園秩序的第一批重要作品。

1983年8月至1984年10月校方興建共同科目教室時，大樓旁邊原有5棵琉球松樹，雖然建築師為保護松樹而將教室設計為Ｌ形，但工人將廢土與廢水傾倒老樹根部，並在下溶解瀝青，導致土壤劣質化，兩棵老松枯死。剩下來的三棵也性命垂危，葉子轉黃成病態，10月時經園藝系師生噴灑營養液、移除廢棄物等搶救後才得以存活。存活的三棵松樹在校方加強維護下，倖存至今，並被列為台北市政府老樹保護列管。但2004年琉球松又受到松材線蟲危害，台大植物病理與微生物學系教授曾顯雄，在台大園藝系教授鄭正勇建議下，首次在國內利用針筒注射的方式，嘗試將除蟲藥劑打入老松體內，希望讓老松起死回生。

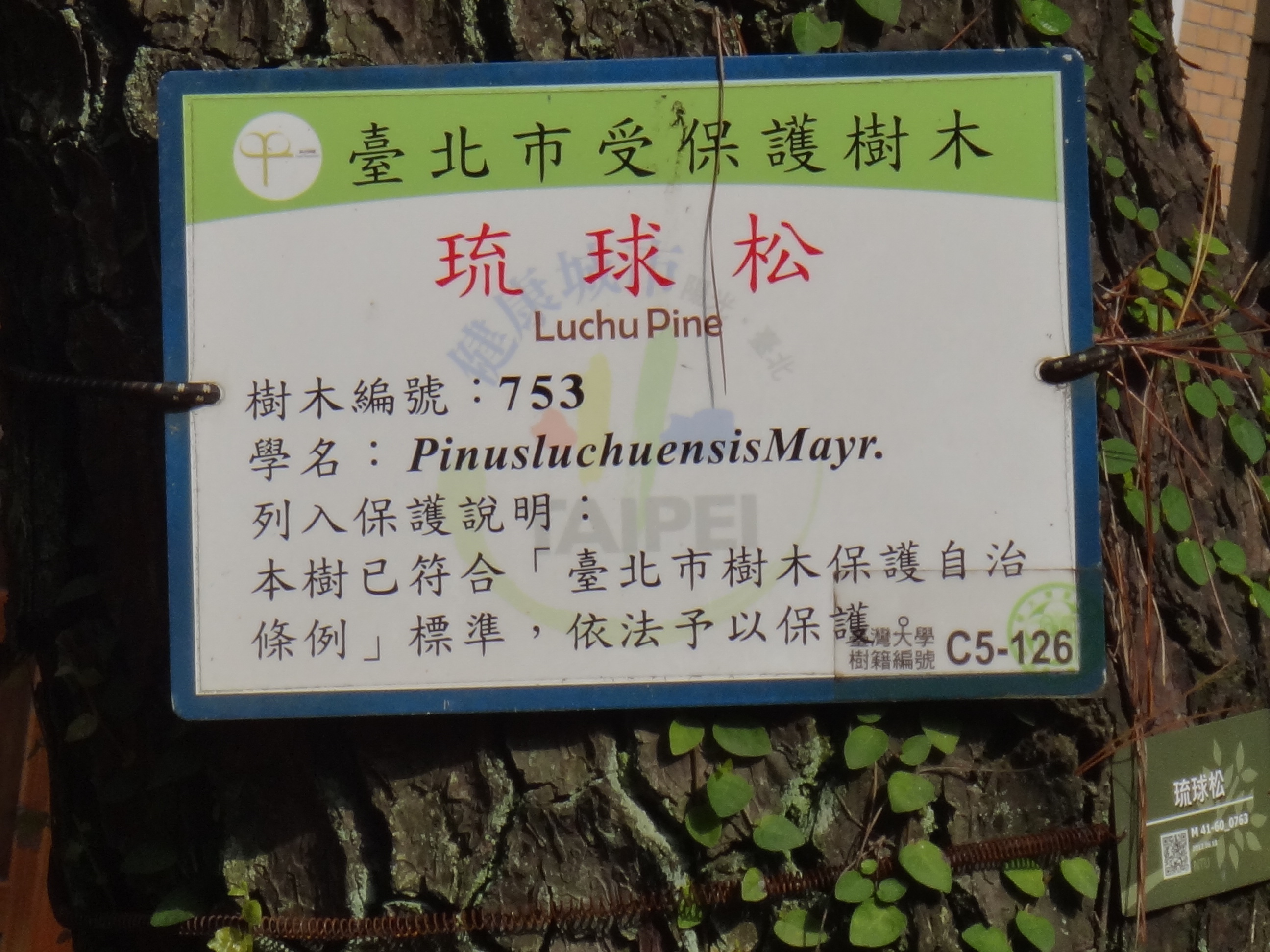
老樹列管說明牌

此景點受學生歡迎，2005年6月舉辦台大十二景票選活動，共同科目教室前的三株琉球松入選。前方綠地常成為社團活動場所，為保護樹木根部，又于周圍加設木棧道。
2010年隨著博雅教學館興建落成與命名活動，改稱為共同教學館。

## 建築特色
以L形的量體來維塑空間，南向走廊多個開口不封閉而直接對著三棵琉球松及庭園，形成多個出入動線的設計，可讓人群快速集散，並讓活動空間自然延伸到戶外。西向階梯教室以戶外樓梯向外進行聯結，營造空間多樣性與節奏。而在原有的四、五、六、七號館的南北軸線上亦設計廊道，以連結四、五號館與農業綜合館間的內向方院。
一、二層樓在前，三、四層樓在後，逐層退縮的作法，形成兩段式的建築立面，避免掉建築對戶外空間所造成的壓迫感。退縮建築所留出的三樓露台半戶外廊道，是設計的趣味所在。提供琉球松與戶外空間的特殊視覺體驗。
建材沿用臺大校園建築傳統的土黃色十三溝面磚，塑造出磚造建築的牆面視覺效果，但在各層樓板的位置，將十三溝面磚倒過來豎貼，用意在表現溝面磚豎貼時不同的光影效果，也是辨認樓層的功能性裝飾。以洗石子處理開口，表達拱窗開口的石材效果。面向後方農業綜合館的拱窗細部處理精緻，以垂直線條呼應椰林大道的老建築群。而在山墻頂部，將三塊青瓷花磚排列成磬形，意圖要在承續台大仿歐式折衷主義的建築傳統中，介入本土傳統建築山墻上慣用的吉祥圖案，以完成一次新時代與傳統的結合，反映建築的時代意義。 
共同三松
為保護此三株琉球松，臺大在其周圍設置高架平臺，並以木棧道連結之。因為2005年臺大十二景票選活動的舉辦，於是三株琉球松及其周圍之環繞平臺空間，為師生稱作共同三松。

## 外部連結
- 共同科目教室（页面存档备份，存于）